# Segariu
Segariu (sardinsky: Segarìu) je italská obec (comune) v provincii Sud Sardegna v regionu Sardinie. Nachází se ve výšce 129 metrů nad mořem a má přibližně 1 100 obyvatel. Rozloha obce je 16,69 km².